# Crambione
Crambione is een geslacht van neteldieren uit de familie van de Catostylidae.

## Soorten
- Crambione bartschi (Mayer, 1910)
- Crambione mastigophora Maas, 1903